# Eurovision Song Contest 1999
Il quarantaquattresimo Concorso Eurovisione della Canzone si tenne a Gerusalemme (Israele) il 29 maggio 1999.

## Storia
Il concorso del 1999 destò alcune polemiche riguardanti i cambiamenti sulla lingua e sull'orchestra. Tutti i partecipanti avrebbero potuto scegliere la lingua in cui cantare. Per quanto riguarda l'orchestra, l'organizzazione che produceva il concorso, non era più obbligata a fornirne una. L'IBA, la TV israeliana, decise di non usare nessuna orchestra, ma di far esibire gli artisti su basi musicali.
Il numero di partecipanti scese a 23. Importanti misure di sicurezza furono prese durante l'Eurovision Song Contest, sebbene l'atmosfera a Gerusalemme fu piacevole. Nuove misure furono prese per migliorare l'allestimento del concorso. In primo luogo, l'EBU decise di tenere una riunione dei capi delle delegazioni a Gerusalemme, due mesi prima del concorso. In secondo luogo, il sito Internet del “Gran Premio dell'Eurovisione” dell'Unione di Radiodiffusione Europea fu aggiornato e migliorato con nuove caratteristiche come i video clip delle canzoni del concorso. Infine si provò a creare un CD con la compilation dei brani del 1999, i cui proventi sarebbero andati a favore dei rifugiati del Kosovo. Purtroppo, questo CD non fu prodotto a causa di problemi con i diritti d'autore e i tempi di produzione.
Il “Gran Premio” fu vinto dalla Svezia con una canzone in puro stile ABBA, Take Me to Your Heaven, eseguita da Charlotte Nilsson.

## Stati partecipanti

Paesi partecipanti
Paesi che hanno partecipato in passato ma non hanno partecipato nel 1999

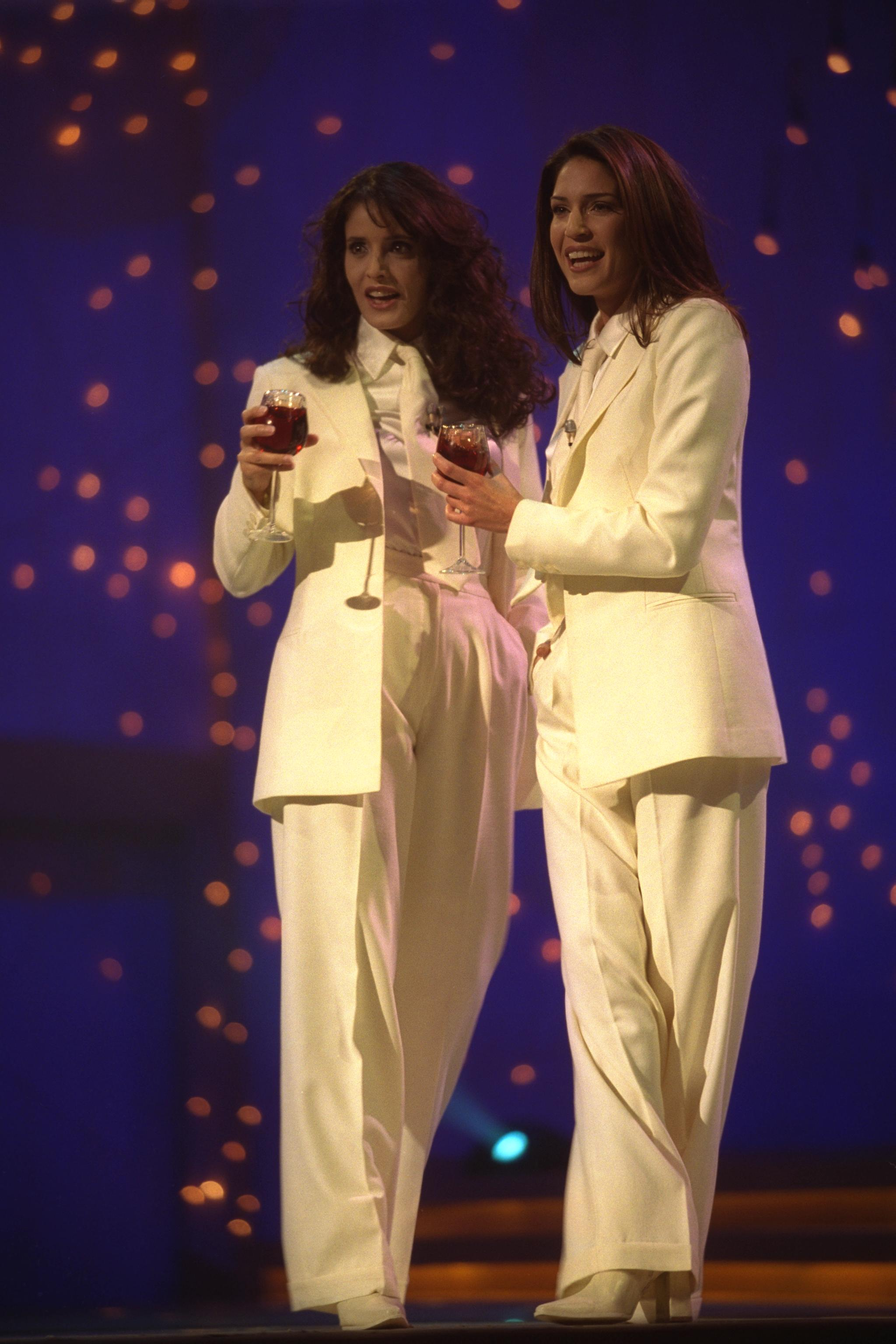
Sigal Shachmon e Dafna Dekel, due dei tre presentatori di questa edizione

Paesi partecipanti
     Paesi che hanno partecipato in passato ma non hanno partecipato nel 1999
| Stato                   | Artista                       | Brano                                  | Lingua                           | Processo di selezione                                        |
| ----------------------- | ----------------------------- | -------------------------------------- | -------------------------------- | ------------------------------------------------------------ |
| Austria                 | Bobbie Singer                 | Reflection                             | Inglese                          | Interno                                                      |
| Belgio                  | Vanessa Chinitor              | Like the Wind                          | Inglese                          | Eurosong 1999, 28 febbraio 1999                              |
| Bosnia ed Erzegovina    | Dino Merlin & Béatrice        | Putnici                                | Bosniaco, francese               | BH Eurosong 1999, 6 marzo 1999                               |
| Cipro                   | Marlen Angelidou              | Tha'nai Erotas                         | Greco                            | Finale nazionale, 9 febbraio 1999                            |
| Croazia                 | Doris Dragović                | Marija Magdalena                       | Croato                           | Dora 1999, 7 marzo 1999                                      |
| Danimarca               | Trine Jepsen & Michael Teschl | This Time I Mean It                    | Inglese                          | Dansk Melodi Grand Prix 1999, 13 marzo 1999                  |
| Estonia                 | Evelin Samuel & Camille       | Diamond of Night                       | Inglese                          | Eurolaul 1999, 30 gennaio 1999                               |
| Francia                 | Nayah                         | Je veux donner ma voix                 | Francese                         | Finale nazionale, 2 marzo 1999                               |
| Germania                | Sürpriz                       | Reise nach Jerusalem – Kudüs'e seyahat | Tedesco, turco, ebraico, inglese | Countdown Grand Prix 1999, 12 marzo 1999                     |
| Irlanda                 | The Mullans                   | When You Need Me                       | Inglese                          | Eurosong 1999, 7 marzo 1999                                  |
| Islanda                 | Selma                         | All Out of Luck                        | Inglese                          | Interno                                                      |
| Israele (organizzatore) | Eden                          | Yom huledet                            | Ebraico, inglese                 | Interno                                                      |
| Lituania                | Aistė                         | Strazdas                               | Samogitico                       | Nacionalinis finalas 1999, 27 dicembre 1998                  |
| Malta                   | Times Three                   | Believe 'n Peace                       | Inglese                          | Malta Song for Europe 1999                                   |
| Norvegia                | Stig Van Eijk                 | Living My Life Without You             | Inglese                          | Melodi Grand Prix 1999, 27 febbraio 1999                     |
| Paesi Bassi             | Marlayne                      | One Good Reason                        | Inglese                          | Nationaal Songfestival 1999, 14 marzo 1999                   |
| Polonia                 | Mietek Szcześniak             | Przytul mnie mocno                     | Polacco                          | Interno                                                      |
| Portogallo              | Rui Bandeira                  | Como tudo começou                      | Portoghese                       | Festival da Canção 1999, 8 marzo 1999                        |
| Regno Unito             | Precious                      | Say It Again                           | Inglese                          | The Great British Song Contest 1999, 7 marzo 1999            |
| Slovenia                | Darja Švajger                 | For a Thousand Years                   | Inglese                          | EMA 1999, 26 febbraio 1999                                   |
| Spagna                  | Lydia                         | No quiero escuchar                     | Spagnolo                         | Interno                                                      |
| Svezia                  | Charlotte Nilsson             | Take Me to Your Heaven                 | Inglese                          | Melodifestivalen 1999, 27 febbraio 1999                      |
| Turchia                 | Tuğba Önal & Grup Mistik      | Dön artık                              | Turco                            | 22. Eurovision Şarkı Yarışması Türkiye Finali, 12 marzo 1999 |

## Struttura di voto
Ogni paese premia con dodici, dieci, otto e dal sette all'uno, punti per le proprie dieci canzoni preferite.

## Orchestra
Per la prima volta nella storia del contest, gli artisti cantano su basi musicali invece che essere accompagnati da un'orchestra dal vivo.

## Classifica
| N° | Stato                | Cantante                      | Canzone                    | Punti | Posizione |
| -- | -------------------- | ----------------------------- | -------------------------- | ----- | --------- |
| 01 | Lituania             | Aistė Smilgevičiūtė           | Strazdas                   | 13    | 20        |
| 02 | Belgio               | Vanessa Chinitor              | Like the Wind              | 38    | 12        |
| 03 | Spagna               | Lydia                         | No quiero escuchar         | 1     | 23        |
| 04 | Croazia              | Doris Dragović                | Marija Magdalena           | 118   | 4         |
| 05 | Regno Unito          | Precious                      | Say It Again               | 38    | 12        |
| 06 | Slovenia             | Darja Švajger                 | For a Thousand Years       | 50    | 11        |
| 07 | Turchia              | Tuğba Önal & Grup Mistik      | Dön artık                  | 21    | 16        |
| 08 | Norvegia             | Stig Van Eijk                 | Living My Life Without You | 35    | 14        |
| 09 | Danimarca            | Trine Jepsen & Michael Teschl | This Time I Mean It        | 71    | 8         |
| 10 | Francia              | Nayah                         | Je veux donner ma voix     | 14    | 19        |
| 11 | Paesi Bassi          | Marlayne                      | One Good Reason            | 71    | 8         |
| 12 | Polonia              | Mietek Szcześniak             | Przytul mnie mocno         | 17    | 18        |
| 13 | Islanda              | Selma                         | All Out of Luck            | 146   | 2         |
| 14 | Cipro                | Marlain                       | Tha 'nai erotas            | 2     | 22        |
| 15 | Svezia               | Charlotte Nilsson             | Take Me to Your Heaven     | 163   | 1         |
| 16 | Portogallo           | Rui Bandeira                  | Como tudo começou          | 12    | 21        |
| 17 | Irlanda              | The Mullans                   | When You Need Me           | 18    | 17        |
| 18 | Austria              | Bobbie Singer                 | Reflection                 | 65    | 10        |
| 19 | Israele              | Eden                          | Yom Huledet                | 93    | 5         |
| 20 | Malta                | Times Three                   | Believe 'n Peace           | 32    | 15        |
| 21 | Germania             | Sürpriz                       | Reise nach Jerusalem       | 140   | 3         |
| 22 | Bosnia ed Erzegovina | Dino Merlin & Béatrice        | Putnici                    | 86    | 7         |
| 23 | Estonia              | Evelin Samuel & Camille       | Diamond of Night           | 90    | 6         |

12 punti
| N. | A                    | Da                                                         |
| -- | -------------------- | ---------------------------------------------------------- |
| 5  | Germania             | Israele, Paesi Bassi, Polonia, Portogallo, Turchia         |
| 5  | Svezia               | Bosnia e Erzegovina, Estonia, Malta, Norvegia, Regno Unito |
| 3  | Islanda              | Cipro, Danimarca, Svezia                                   |
| 2  | Croazia              | Slovenia, Spagna                                           |
| 2  | Slovenia             | Croazia, Irlanda                                           |
| 1  | Bosnia ed Erzegovina | Austria                                                    |
| 1  | Danimarca            | Islanda                                                    |
| 1  | Irlanda              | Lituania                                                   |
| 1  | Paesi Bassi          | Belgio                                                     |
| 1  | Portogallo           | Francia                                                    |
| 1  | Turchia              | Germania                                                   |

## Sistema di relegazione (1995-1999)
I 13 paesi con la media punti più alta tra il 1995 e il 1999, partecipano all'Eurovision Song Contest 2000, oltre al paese ospitante (la Svezia) e ai big 4.
| Posizione | Nazione     | Media dei punti |
| --------- | ----------- | --------------- |
| -         | Svezia      | 90,4            |
| -         | Regno Unito | 116,8           |
| -         | Germania    | 62,25           |
| -         | Spagna      | 50,8            |
| -         | Francia     | 44,8            |
| 1         | Israele     | 115,33          |
| 2         | Irlanda     | 89              |
| 3         | Croazia     | 84,6            |
| 4         | Malta       | 81,4            |
| 5         | Paesi Bassi | 76              |
| 6         | Estonia     | 75,5            |
| 7         | Norvegia    | 75,2            |

| Posizione | Nazione              | Media dei punti |
| --------- | -------------------- | --------------- |
| 8         | Danimarca            | 62,67           |
| 9         | Islanda              | 61,5            |
| 10        | Cipro                | 57,6            |
| 11        | Austria              | 53              |
| 12        | Turchia              | 49              |
| 13        | Belgio               | 47,5            |
| 14        | Slovenia             | 45,4            |
| 15        | Bosnia ed Erzegovina | 33,75           |
| 16        | Portogallo           | 29              |
| 17        | Polonia              | 27,2            |
| 18        | Lituania             | 13              |